# 伊朗锡
伊朗锡（法語：Irancy，法語發音：[iʁɑ̃si]）是法国勃艮第-弗朗什-孔泰大区约讷省的一个市镇，位于该省中部，属于欧塞尔区。

## 地理
伊朗锡（47°42'49"N, 3°39'53"E）面积11.98 平方千米，位于法国勃艮第-弗朗什-孔泰大區约讷省，该省份为法国中北部内陆省份，西接卢瓦雷省，西北接塞纳-马恩省，南至涅夫勒省，东临科多尔省，东北与奥布省接壤。
与伊朗锡接壤的市镇（或旧市镇、城区）包括：圣布里勒维讷、圣西尔莱科隆、万塞勒、万斯洛特、双河村。

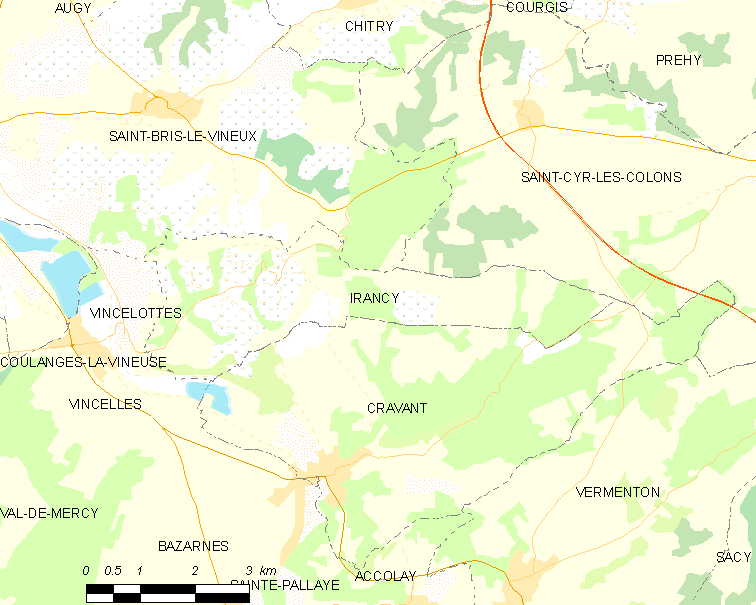
伊朗锡的OSM定位图

伊朗锡的时区为UTC+01:00、UTC+02:00（夏令时）。

## 行政
伊朗锡的邮政编码为89290，INSEE市镇编码为89202。

## 政治
伊朗锡所属的省级选区为万塞勒县。

## 人口

1962-2008年间伊朗锡人口变化图示

伊朗锡于2022年1月1日时的人口数量为243人。